# Fanny Owen
Fanny Owen é um romance de 1979 de Agustina Bessa-Luís.
Conta o relacionamento entre José Augusto, homem rico, culto, de hábitos fúteis e de insípido prazer, apaixonado por uma mulher inglesa, a  formosa Fanny Owen. A escritora faz do escritor Camilo Castelo Branco um personagem do livro.
A história tem relevo em meados do século XIX, na cidade do Porto onde a decadência da burguesia desenha cada linha e cada página. E tudo isso gira em torno da essência e consciência humana, nas suas expressões mais sublimes e mais desventuradas.
Este romance serviu de base ao filme Francisca de Manoel de Oliveira. 
A casa que a autora define como a residência de Fanny Owen situa-se em Vilar do Paraíso, em Vila Nova de Gaia.

## Personagens
- Fanny Owen
- Maria - irmã
- José Augusto - conserva cuidadosamente o coração de Fanny após a morte desta
- Camilo Castelo Branco
- D. Rita

## Relevância
Segundo Álvaro Manuel Machado, este romance é uma «crónica da época camiliana transformada em obsessão do espírito do lugar e finíssima captação do imaginário romântico».